# Stefan Mair
Stefan Mair (Bolzano, 6 giugno 1967) è un allenatore di hockey su ghiaccio ed ex hockeista su ghiaccio italiano.

## Carriera

### Giocatore
Stefan Mair iniziò la sua carriera da giocatore nel 1988, disputando una stagione con la maglia dell'HC Bolzano nella Serie A1.
Nell'estate del 1989 passò all'Hockey Club Devils Milano, con il quale rimase per le due stagioni successive, guadagnandosi anche la convocazione in Nazionale.
Dal 1991 al 1995 invece vestì la maglia dell'AS Mastini Varese, arrivando più volte vicino alla conquista del campionato italiano.
Nella stagione successiva giocò in Serie A2 con lo Sportverein Ritten-Renon, mentre nel 1996 passò all'HC Brunico disputando sia la Serie A1 che la Alpenliga.
Nella stagione 1999-2000 Mair si trasferì all'HC Merano Junior.
Trascorse le ultime due annate della sua carriera sempre in Alto Adige, con le maglie dei Vipiteno Broncos e dell'HC Appiano.

### Allenatore
Conclusa la carriera da giocatore Stefan Mair iniziò ad allenare le giovanili dell'HC Merano Junior dal 2002 al 2004, prima di allenare nelle due stagioni successive la prima squadra.
Nella stagione 2006-2007 fu il vice allenatore di John Slettvoll all'HC Bolzano.
Nel corso del campionato 2007-2008 Mair svolse l'incarico di allenatore del SHC Fassa oltre che a selezionatore della Nazionale italiana U-18.
Dal 2008 fu chiamato ad allenare l'HC Val Pusteria; nel corso delle tre stagioni alla guida della formazione di Brunico la squadra arrivò alla finale nella stagione 2010-2011 sconfitta dall'HC Asiago, riuscendo tuttavia ad ottenere il successo della Coppa Italia, il primo trofeo in assoluto nella storia del club.
Alla conclusione del campionato Mair non rinnovò con il Val Pusteria. Fu ingaggiato dopo un mese dal SG Cortina, reduce da una stagione conclusa all'ultimo posto in classifica. Nel corso del campionato 2011-2012 riuscì a vincere per la seconda volta consecutiva la Coppa Italia, sconfiggendo il finale il Bolzano.
Al termine della stagione si trasferì in Germania alla guida dei SERC Wild Wings, in 2. Eishockey-Bundesliga. La squadra arrivò seconda in regular season e in finale play-off, persa tuttavia contro i Bietgheim Steelers. Mair fu confermato, anche dopo l'acquisizione da parte della squadra del titolo sportivo degli Hannover Scorpions e la conseguente iscrizione alla massima serie: se si eccettua l'oriundo Pat Cortina, Mair fu il primo allenatore italiano a guidare una squadra della DEL.
Il 18 novembre 2014, tuttavia, i Wild Wings sollevarono Mair dall'incarico, a causa di una serie di sconfitte consecutive.
Dall'ottobre del 2014 fu chiamato a far parte del coaching staff della Nazionale italiana: fu secondo di Lou Vairo in occasione della prima uscita, per poi divenire assieme ad Ivano Zanatta, selezionatore azzurro, con Vairo coordinatore e Roberto Scelfo come assistente, assumendo infine l'incarico in solitaria.
Ai mondiali di prima divisione del 2016 la squadra azzurra ottenne una inattesa qualificazione ai successivi mondiali top division.
Nell'estate del 2016 oltre all'incarico di allenatore della nazionale Mair prese la guida dell'Hockey Thurgau, club della Lega Nazionale B svizzera firmando un contratto annuale, che venne poi prolungato per un'ulteriore stagione.
I mondiali 2017 videro l'Italia chiudere all'ultimo posto, con conseguente ritorno in Prima Divisione. Al termine di un raduno svolto nel corso dell'estate successiva e chiuso dagli azzurri con tre sconfitte in amichevole, Mair rassegnò le dimissioni dalla panchina azzurra, in polemica con la FISG e col presidente Andrea Gios, nonostante il contratto fosse stato rinnovato fino al 2019.
Nel febbraio 2018 Mair ed il Thurgau prolungarono il contratto per una terza stagione, e così di anno in anno, fino al termine della stagione 2021-2022.
Nel successivo mese di aprile 2022 fece ritorno sulla panchina di una squadra italiana, il Val Pusteria che aveva già guidato per tre stagioni e in cui militò anche come giocatore, e che nel frattempo si era iscritta al campionato sovranazionale ICE Hockey League. L'esperienza sulla panchina dei Lupi durò tuttavia pochi mesi: fu sollevato dall'incarico già ad ottobre, a causa dei risultati al di sotto delle attese (soli sei punti dopo nove incontri).
Nell'estate del 2023 venne messo sotto contratto dall'HC Ambrì-Piotta come allenatore dell'Under-20. Nel gennaio 2024 fu chiamato ad allenare il Kloten, in sostituzione dell'esonerato Gerry Fleming, lasciando la panchina dei giovani leventinesi a  Manuele Celio. Per Mair si trattava della prima esperienza da head coach nella massima serie svizzera.

## Palmarès

### Allenatore

#### Club
- Coppa Italia: 2

Val Pusteria: 2010-2011
Cortina: 2011-2012